# Josep Antoni Duran i Lleida
Josep Antoni Duran i Lleida (Alcampell, Huesca, 27 de marzo de 1952) es un político español de ideología democristiana y catalanista.

## Biografía
Nació el 27 de marzo de 1952 en Alcampell, provincia de Huesca. Ingresó en Unión Democrática de Cataluña en 1974.
Diplomado en Comunidades Europeas por la Escuela Diplomática (Ministerio de Asuntos Exteriores y Cooperación) de Madrid y licenciado en Derecho, comenzó su carrera política ejerciendo el cargo de teniente de alcalde del Ayuntamiento de Lérida. Al año siguiente dejó este cargo para ser nombrado director general de Asuntos Interdepartamentales de la Generalidad de Cataluña. En 1982 fue elegido diputado nacional y nombrado delegado territorial de la Generalidad en Lérida. En 1986 fue reelegido, por tercera vez, como diputado. Durante 1986 y 1987 fue eurodiputado. En 1999 fue elegido como diputado al Parlamento de Cataluña siendo nombrado consejero de Gobernación de la Generalidad (cargo que ejerció hasta 2001). Fue nombrado en el año 2003 hijo ilustre de Alcampell; al acto asistió el presidente del Gobierno de Aragón, Marcelino Iglesias. 
Diputado de la VIII Legislatura de las Cortes Generales por Barcelona elegido en las elecciones generales de 2004, fue reelegido en las elecciones de 2008 y 2011. Fue portavoz del Grupo Parlamentario Catalán en el Congreso, y desde 2001 hasta 2014 también ejerció de secretario general de CiU. Fue, además, presidente del Comité de Gobierno de Unión Democrática de Cataluña (UDC), cargo que desempeñó en el periodo 1982-1984 y desde 1987 hasta su dimisión.

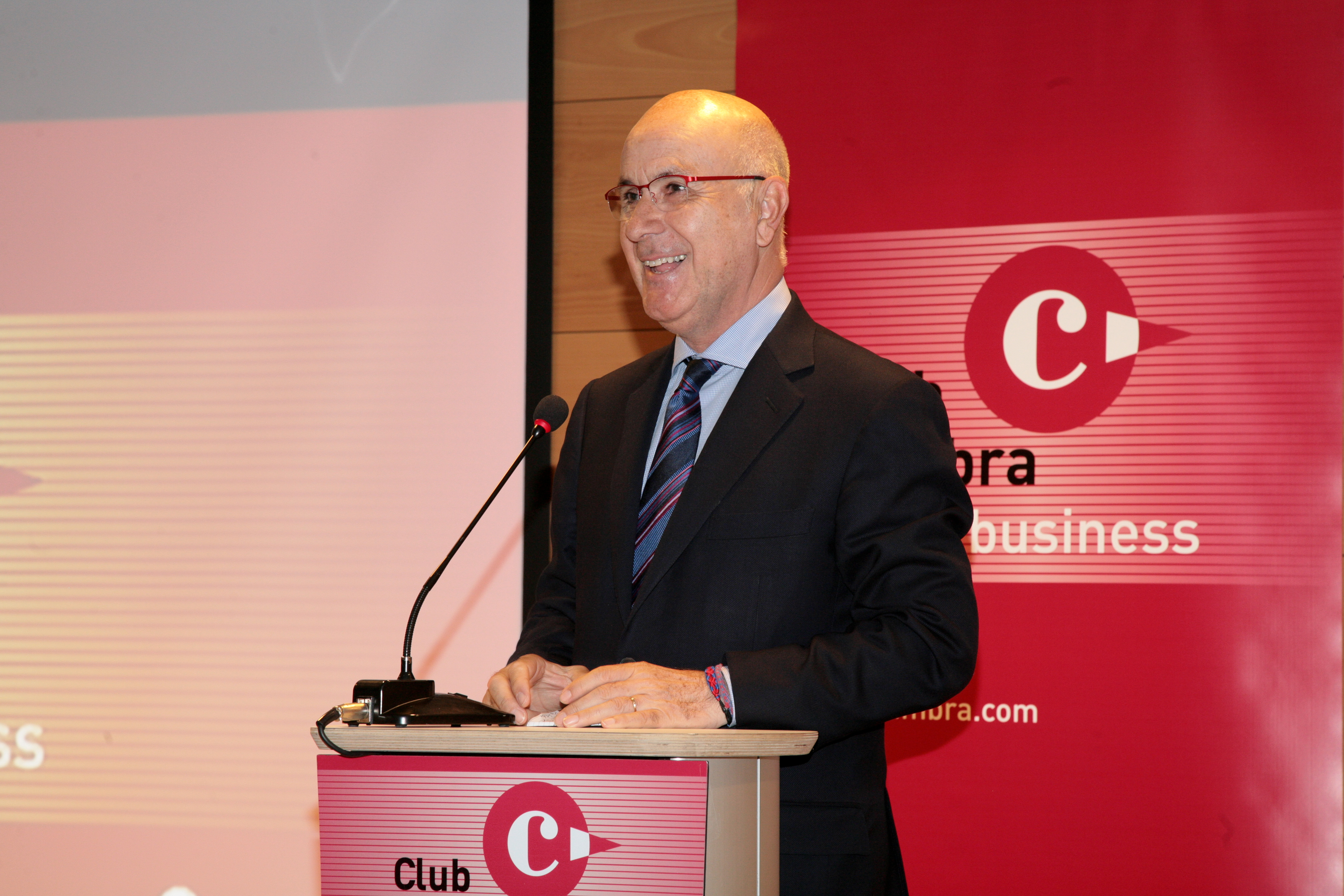
Duran i Lleida en 2012

En 2004 fue elegido presidente de la Comisión permanente de Asuntos Exteriores del Congreso de los Diputados, cargo que repitió en 2008 y 2011.
Hay que reseñar que fue vicepresidente de la Internacional Demócrata Cristiana y que ocupa la Presidencia de Honor de la Cámara de Comercio de Chile en Barcelona. 
En 2011 era el político mejor valorado por el conjunto de los españoles según una encuesta del CIS (Centro de Investigaciones Sociológicas).
En octubre de 2012, en plena polémica independentista entre el presidente de la Generalidad, Artur Mas y el Gobierno de la Nación, remató su intervención ante el «Consell Nacional de CiU» con la frase de Manuel Carrasco Formiguera: «Amunt, avant, visca Catalunya lliure!» (¡Arriba, adelante, viva Cataluña libre!). Se retractó al día siguiente.
El 25 de noviembre de 2014 se dio de alta en el Colegio de Abogados de Barcelona con el número 42.182.
El 27 de septiembre de 2015 la formación Unión Democrática de Cataluña no obtuvo representación parlamentaria en las elecciones autonómicas de Cataluña, impulsando a Duran Lleida a poner su cargo a disposición del Consejo Nacional del partido. Cargo del que salió reelegido en octubre de 2015. En las elecciones generales del 20 de diciembre de 2015 fue cabeza de lista por Barcelona por UDC, partido que no obtuvo representación en las Cortes Generales.
El 16 de enero de 2016 Duran anunció oficialmente su dimisión como presidente del comité de gobierno de Unió Democrática de Cataluña asumiendo la doble debacle electoral. Tras este suceso decidió abandonar la vida pública.
En marzo de 2017 reapareció en público para presentar su libro Un pan como unas tortas. En noviembre del mismo año comenzó a colaborar con la CEOE organizando foros de diálogo en los que se invita a ministros y organizaciones empresariales de otros países de la UE. En 2021 presidió el Foro de Diálogo España-Italia, nuevamente celebrado en Barcelona.
A finales del mes de enero de 2019, el Consejo de Administración de la empresa pública Aena decidió nombrarle como el nuevo consejero independiente, sustituyendo de esta forma a Josep Piqué. El cambio tuvo efectos el 1 de marzo de ese año.
Es fundador y presidente de la Academia Europea Leadership, una iniciativa académica privada.
Entre sus actividades académicas es profesor visitante de la Universidad Miguel de Cervantes de Santiago de Chile.[cita requerida]
Desde el 23 de marzo de 2023, es presidente de la Asociación Española de Distribuidores, Autoservicios y Supermercados (Asedas).

## Reconocimientos y premios
- Gran Cruz de la Orden de San Carlos de la República de Colombia - 2015
- Cogenerador de Honor - noviembre de 2014 - Asociación Española de Cogeneración
- Premio Excelencia y Calidad en la Justicia - 2014 - Consejo General Procuradores de España
- Cruz de Comendador de la Orden al Mérito de la República de Polonia - 2013
- Cruz de San Jorge - 2011 - Generalidad de Cataluña
- Encomienda de número de la Real Orden de Carlos III - 2011
- Orden del Príncipe Trpimir con collar de la República de Croacia - 2011
- Protagonistas del Año - 2009 - Onda Rambla Punto Radio
- Gran Cruz del Mérito Civil - 2010
- Con V de Vida - septiembre de 2009 - Asociación Española contra el Cáncer
- Autónomo del Año - noviembre de 2007 - Asociación de Trabajadores Autónomos de España
- Caballero de Madara de la República de Bulgaria - 2007
- Encomienda de número de la Orden de Isabel la Católica - 2007
- Hijo Ilustre de Alcampell - 2003 - Ayuntamiento de Alcampell
- Gran Oficial de la Orden Bernardo O'Higgins de la República de Chile - 2000
- Gran Oficial de la Orden al Mérito de la República Italiana - 1999

## Polémica
En noviembre de 2000, salta el caso Pallerols de la financiación ilegal de UDC, a través de los fondos europeos de formación profesional, Duran asegura que «Si esto se demuestra, dimitiré».
En enero de 2013, el caso «pallerols» se resuelve con la autoinculpación de los acusados, que para eludir el ingreso en prisión acuerdan penas de multa y de entre 7 meses y año y medio de cárcel.
El PP, ERC y toda la oposición catalana reclaman al líder de Unió que cumpla con su palabra y asuma responsabilidades.
El 16 de marzo de 2013, declara lo siguiente: «Tenemos que ser cuidadosos y ver si queremos dejar en manos de los jueces el destino de los políticos», y «tenemos que acordar una propuesta entre todos».

## Comentarios
En noviembre de 2011 Duran abogó llamar matrimonio homosexual (que ya era legal en España desde el año 2005) por un nombre diferente. En marzo de 2012, durante un debate con el presidente del gobierno español, Mariano Rajoy, Duran pidió el inmediato reconocimiento de Kosovo por parte de España.
En octubre de 2013 Duran emplaza en el Congreso de los Diputados, al entonces Presidente Mariano Rajoy a dar una respuesta política a la cuestión catalana, comentando que dejar pasar el tiempo no solo no resolvería el problema sino que contrariamente, provocaría una declaración unilateral de independencia.

## Publicaciones
- Voluntat de Servei - (1991), Editorial Timun Mas
- L'estat del benestar: present i futur (con Ruud Lubbers) (1994), Institut d'Estudis Humanistics Miquel Coll i Alentorn
- Catalunya i l'Espanya plurinacional (1995), Editorial Planeta
- La política a diari (2003), Editorial Pòrtic
- Entre una España y la otra (2007), Editorial Planeta
- Cartas de navegación (2011), Editorial Península
- Un pan como unas tortas - (2017), Editorial Libros
- El riesgo de la verdad - (2019), Editorial Planeta